# Домаћице са Босфора
Домаћице са Босфора (тур. Umutsuz ev kadinları) турска је телевизијска серија снимана од 2011. до 2014.
Представља римејк америчке серије Очајне домаћице.
У Србији је од 2014. до 2017. приказивана на телевизији Прва.
Серија се нa телевизији Прва емитовала у три наврата, у прва два је прекинута на одређеном броју епизодa, док је по трећи пут, 2017. емитована у целости.

## Синопсис
Радња серије одвија се у Истанбулу, у улици Ружа и прати живот пет домаћица различитог порекла, интересовања, сензибилитета, са специфичним жељама и потребама, које ће спојити игра судбине. Јасемин је самохрана мајка и помало неспретна жена, која покушава да преболи развод, једини смисао њеног живота је брига о ћерки Гамзе. Нермин је перфекционисткиња коју муж вара и мајка двоје тинејџера. Елиф је мајка четворо деце, због којих је напустила посао. Зелиха, од милоште звана Зелиш, победница је такмичења у лепоти, удата је за успешног бизнисмена Кудрета, захваљујући коме је тежак живот оставила иза себе. На крају, ту је и Емел. Неколико пута ступала је у брак из интереса и сада је у потрази за новом приликом.
Серија почиње Ханданиним самоубиством. Била је то наизглед дивна домаћица и добра комшиница, али сада све посматра са неба. Води нас кроз животе свих ликова у серији. Нермин покушава да сачува свој брак, Елиф једва излази на крај са хиперактивном децом, док је њен муж Омер стално на пословном путу. Јасемин се против Емел бори за љубав новог комшије Синана, а Зелиш вара Кудрета са комшијом Левентом. Живот Ханданине породице тече даље, многе тајне излазе на површину, а нови комшија Синан из улице Ружа, дошао је како би открио ко је кривац за смрт његове девојке Фиген.

## Сезоне
| Сезона | Сезона | Број епизода  | Приказивање у Турској                | Приказивање у Србији                                                 |
| ------ | ------ | ------------- | ------------------------------------ | -------------------------------------------------------------------- |
|        | 1      | 37 (1 – 37)   | 2. октобар 2011 — 17. јун 2012. ()   | 20. јануар — 7. јун 2014. (Прва)                                     |
|        | 2      | 43 (38 – 80)  | 11. октобар 2012 — 16. јун 2013. ()  | 7. јун — 17. август 2014. 7. децембар 2015 — 13. јануар 2016. (Прва) |
|        | 3      | 74 (81 – 154) | 7. септембар 2013 — 19. јун 2014. () | 13. јануар 2016 — 8. септембар 2017. (Прва)                          |

## Улоге
| Глумац:            | Улога:                 |
| ------------------ | ---------------------- |
| Сонгул Оден        | Јaсемин Андај Калионџу |
| Бену Јилдиримлар   | Нермин Килич           |
| Џејда Дувенџи      | Елиф Узун              |
| Озге Оздер         | Емел                   |
| Еврим Сормаз       | Зелиха                 |
| Дениз Угур         | Гулшах Ташделен        |
| Тулај Гунал        | Сузан                  |
| Севал Гокче        | Маџиде                 |
| Џенк Ертан         | Кудрет Ташделен        |
| Деврим Оздер Акин  | Омер Узун              |
| Серхат Тутумлуер   | Синан Калионџу         |
| Еџе Хаким          | Гамзе                  |
| Ипек Озан          | Ирем                   |
| Ердал Билинген     | Бехчет                 |
| Мелда Арат         | Хандан Гунсу           |
| Мектин Буктел      | Џемил Гунсу            |
| Инџилај Шахин      | Севим                  |
| Шенај Аксој        | Суна                   |
| Илкер Курт         | Кенан                  |
| Батухан Караџакаја | Мерт Гунсу             |
| Хакан Ератик       | Сарп                   |
| Гокхан Аталај      | Халук                  |
| Исмаил Дувенџи     | Џевдет                 |
| Дефне Гурсој       | Џанан                  |
| Хурхан Озенен      | Адалет                 |
| Танем Сивар        | Сибел                  |
| Пелин Кормукчу     | Арзу                   |